# 勒米伊-阿伊库尔
勒米伊-阿伊库尔（法語：Remilly-Aillicourt，法語發音：[ʁəmiji ajikuʁ]）是法国大東部大區阿登省的一个市镇，属于色当区。

## 地理
勒米伊-阿伊库尔（49°39'6"N, 4°59'40"E）面积13.26 平方千米，位于法国大東部大區阿登省，该省份为法国北部内陆省份，西接埃纳省，南至马恩省，东临默兹省，北与比利时接壤。
与勒米伊-阿伊库尔接壤的市镇（或旧市镇、城区）包括：昂日库尔、阿罗库尔、努瓦耶蓬莫吉、维莱德旺穆宗、巴泽耶、杜济。
勒米伊-阿伊库尔的时区为UTC+01:00、UTC+02:00（夏令时）。

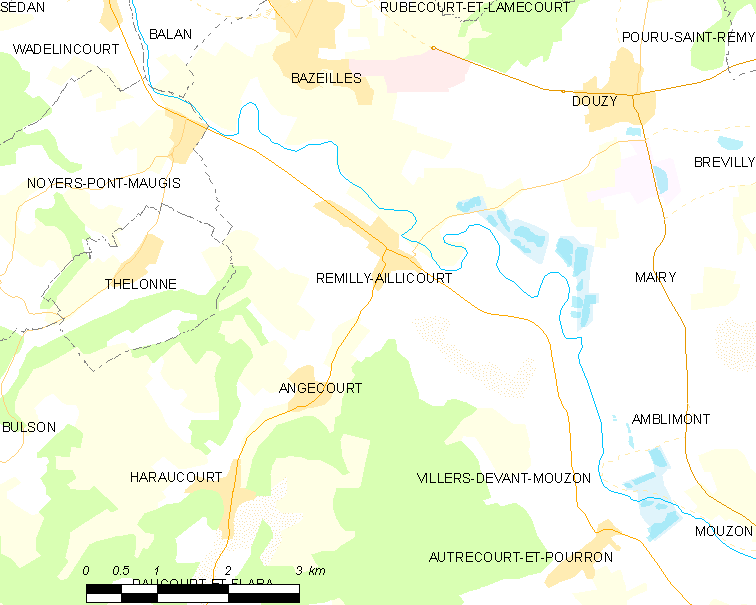
勒米伊-阿伊库尔的OSM定位图

## 行政
勒米伊-阿伊库尔的邮政编码为08450，INSEE市镇编码为08357。

## 政治
勒米伊-阿伊库尔所属的省级选区为武济耶县。

## 人口

1962-2008年间勒米伊-阿伊库尔人口变化图示

勒米伊-阿伊库尔于2022年1月1日时的人口数量为762人。